# イゼベル

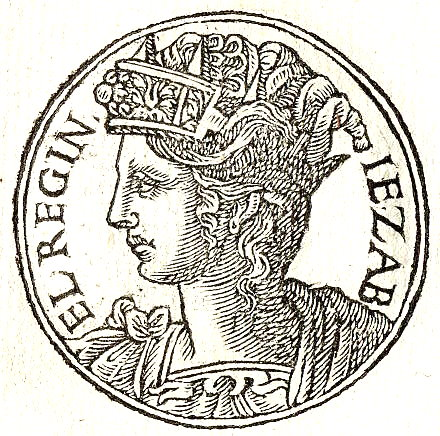
イゼベル

イゼベル（ヘブライ語: אּיזָ֫בֶל(ee-zeh'-bel)、古代ギリシア語: Ιεζάβελ、 英語: Jezebel）は、旧約聖書の列王記に登場する古代イスラエルの王妃。イザベル、ジザベルとも表記される。

## 概要
紀元前9世紀前半の人物。イゼベルについての記事は列王記上16章に初出し、以後列王記下9章までに散見される。
列王記によれば、イゼベルはフェニキア人で、イスラエル王アハブの后。父はシドン王エトバアル。列王記にはアハブの子らについての記述があるが、イゼベルが母であるとは明言されていない。

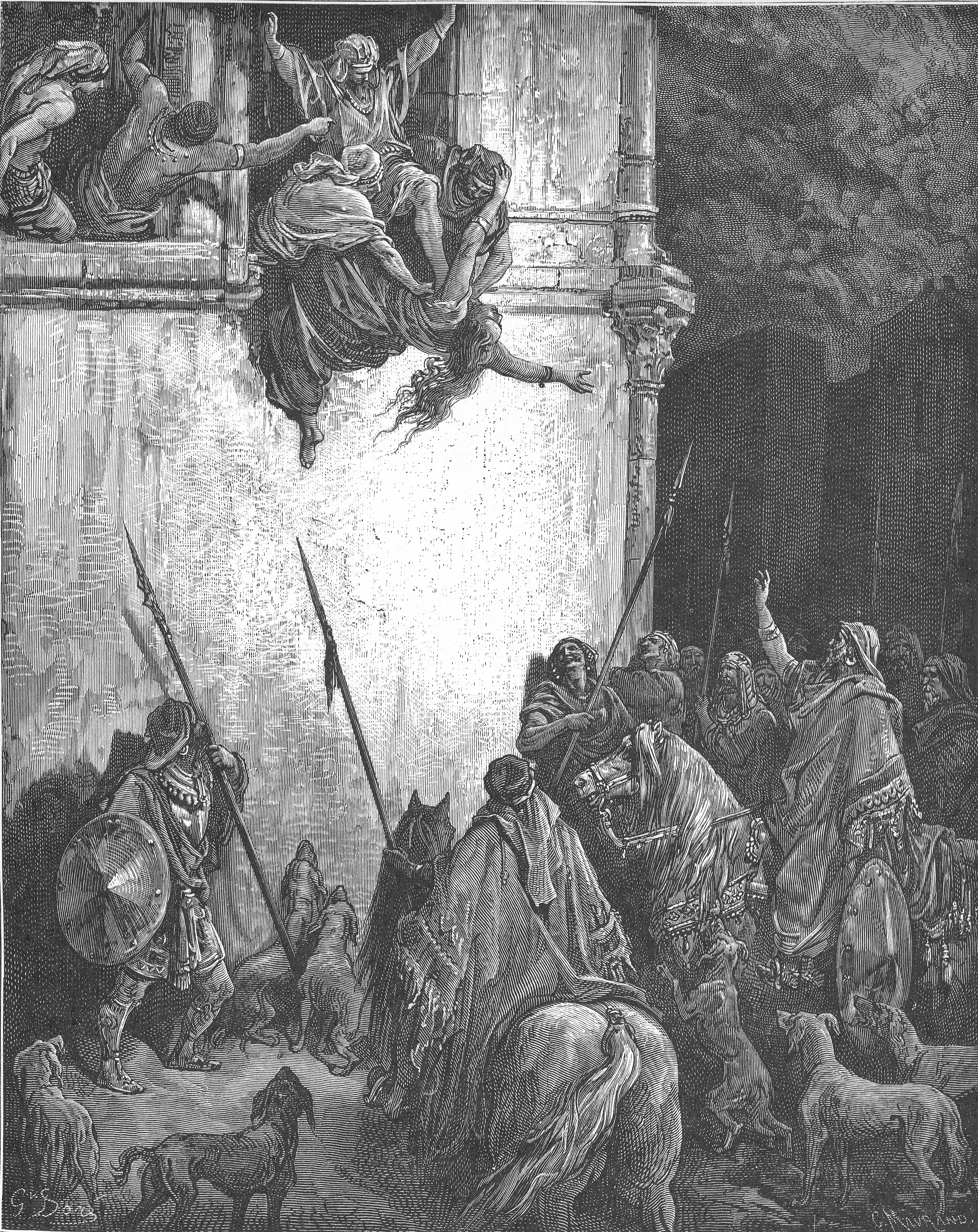
The Death of Jezebel による ギュスターヴ・ドレ

イゼベルはイスラエル（ユダヤ）人にとって異教であるバアル信仰をイスラエルの宮廷に導入し、ユダヤ教の預言者たちを迫害した。預言者の一人エリヤが偶像神バアルとアシェラの預言者たちと対決してこれを倒すと、イゼベルは以下のように述べてエリヤを殺そうとした。
アハブ王の死後、ヨラム王およびアハズヤ王の時代も権力を握っていたイゼベルだったが、ヨシャファトの子イエフが反乱を起こしてヨラムとアハズヤを殺害すると、イゼベルは宦官数人に見限られて城門から突き落とされ、馬で踏まれた上に犬に食いちぎられるという非業の死を遂げた（列王記下9章）。これはナボトという男のぶどう畑を望んだイゼベルが、不当にそれを奪ってナボトを死に追いやったことの報いであり、エリヤの予言したとおりの結末であったと聖書は書いている。このクーデターは紀元前842年頃と考えられている。

## 子孫
息子にアハズヤとヨラム、娘にアタルヤがいる。息子2人は子を残さなかった。アタルヤはユダ王国の王ヨラムの妻となり、アハズヤの母となった。

## ヨハネの黙示録におけるイゼベル
新約聖書『ヨハネの黙示録』のなかでは、イゼベルの名はある教会のなかの「大淫婦バビロン」、教会への敵対者として現れる。これが実在の人物に相当するのか、キリスト教への敵対者の隠語なのかはさだかではない。

## 創作への影響
フランキー・レインは1951年に「イゼベル」を録音し、ヒット曲となった。
マーガレット・アトウッドの侍女の物語 (1985) とその Hulu 版では、イゼベルは全体主義的かつ神政的なギレアデ共和国で不妊手術を施された後に売春婦として働くことを強制された女性であり、同名の聖書の人物にちなんで名付けられている。